# 阿仁萨很托亥河
阿仁萨很托亥河，也作阿仁萨恨图海河、阿仁哈森河，位于中华人民共和国新疆维吾尔自治区巴音郭楞州和静县西部地区的一条河流，发源于天山山脉霍拉山乌兰格林达坂，自西向东流，汇入开都河右岸。河流全长48千米，流域面积488平方千米，年均径流量约1.17亿立方米。